# Georges Truffaut (1901-1942)
Pour les articles homonymes, voir Truffaut.
 (septembre 2022).
Si vous disposez d'ouvrages ou d'articles de référence ou si vous connaissez des sites web de qualité traitant du thème abordé ici, merci de compléter l'article en donnant les références utiles à sa vérifiabilité et en les liant à la section « Notes et références ».
Georges Truffaut, né à Liège le 22 décembre 1901 et mort à Hereford en Angleterre 3 avril 1942 , est un homme politique belge.
Il a été choisi comme un des Cent Wallons du siècle, par l'Institut Jules Destrée, en 1995.

## Biographie

### Jeunesse
Après ses études à l'athénée de Liège, il est cadet au navire-école, navigue sur le voilier L'Avenir pendant trois ans en même temps qu'il écrit des poèmes et des contes.
Il est promu lieutenant au long cours de l’École supérieure de Navigation marchande d’Anvers (1922). Il ne réussit pas à s'y faire embaucher.

### Action politique 1924-1939
Sa carrière professionnelle commence au journal La Wallonie, comme secrétaire de rédaction. Son métier de journaliste est l'exutoire de ses convictions socialistes, wallonnes, et antifascistes.
Il devient le secrétaire de l'Union socialiste communale de Liège, préside la section Liège Namur du Syndicat des employés (Georges Truffaut, en 1929 : Les Employés doivent rallier l'organisation syndicale).
Simultanément en tant que figure marquante de la Ligue d'Action wallonne dont il est un des fondateurs, il écrit d'abondants et retentissants articles dans le périodique du même nom : L'Action wallonne.
Conseiller communal socialiste en 1932, il devient député de Liège en 1936, puis échevin des Travaux Publics en 1935.
Dans sa ville natale, son œuvre de bâtisseur est exceptionnelle. En plus de constructions civiles d'avant-garde et du monument Tchantchès, on lui doit le port autonome de Liège et une institution de promotion de la métropole liégeoise: Le Grand-Liège.
Ses écrits dans les journaux socialistes et dans l'Action Wallonne autant que ses discours au parlement témoignent d'un combat multidimensionnel dont le ressort est un idéal de justice et de liberté.
Député, membre de la Commission des Finances, il réfute les remèdes : déflation et dévaluation  (1934-1936) des gouvernements pour enrayer la dépression économique. Ses contre-propositions visent à assujettir les institutions financières aux pouvoirs publics (cf. Proposition de loi de réforme des assurances et, dans le cadre du Plan du Travail, son Projet de nationalisation du Crédit Coop. de Huy, en 1935)
La question wallonne l’interpellera toute sa vie. Il partage et répercute les analyses de l'Action Wallonne selon lesquelles bien des projets législatifs sont décalqués des thèses des extrémistes flamands.  Ainsi s'oppose-t-il violemment à la Chambre, en 1937 au vote d'une loi sur l'amnistie. Il en va de même pour l'influence du Los van Frankrijk dans la décision proclamée en 1936 par Léopold III de rompre les accords avec les alliés de 14-18 en faveur d'une politique d'indépendance. Le choix d'une neutralité intransigeante pour répondre à la menace nazie provoque la multiplication de ses mises en garde. Il démontre l'inéluctabilité d'une agression hitlérienne dont la Wallonie sera la première victime. Il préconise une union douanière franco-belge, s’oppose au bilinguisme, se prononce en faveur d’une solution autonomiste, respectant l’union entre fédéralistes wallons et flamands.
Il lie Mouvement wallon et démocratie. Dans les débats qui divisent le P.O.B., à propos de la guerre civile en Espagne, il s'implique fougueusement pour le gouvernement républicain légal et contre l'insurrection du général Franco, s'indigne de la reconnaissance, en 1939 ; par le gouvernement de P.H. Spaak, de la junte de Burgos. Il est du combat contre Rex et Léon Degrelle. La défaite de Rex aux élections communales de 1938 est, à ses yeux, un succès pour l’idée wallonne.
Son œuvre est ponctuée par les rappels du tort subi par la Wallonie dans le système unitaire, lequel occulte les besoins spécifiques et l'expression politique et culturelle de son peuple. Celui qui dès 1930, avait proposé un regroupement des nationalités dans un cadre européen (G.T. La question des Nationalités. Le point de vue d'un socialiste wallon. Coop. Litho. Liège.), celui qui admire la France et le clame à L'Aigle blessé de Waterloo, se rallie, par réalisme politique au fédéralisme dans le cadre du territoire belge. Donc en 1938, il introduit à la Chambre la première proposition wallonne en cette matière.

### Le premier grand projet fédéraliste wallon
Avec Fernand Dehousse, il prépare une étude sur l’instauration de l’État fédéral en Belgique (1938). Ce texte est déposé à la Chambre, avec sa signature, celle de Joseph Martel et de François Van Belle (1er juin 1938). On y prône le fédéralisme à trois régions (Wallonie, Flandre et, au moins, l’arrondissement de Bruxelles) qui remplacent les provinces, la fixation définitive de la frontière linguistique par des référendums au niveau de parties de communes, la parité Wallons/Flamands à la Chambre fédérale. Le Sénat devient la Chambre des représentants.  Les régions perçoivent les impôts et ont pour compétence: l’enseignement, la législation sociale et industrielle, les travaux publics, les eaux et le maintien de l’ordre. Le choix de la politique étrangère doit être soumis au vote d'une majorité des deux tiers du pays. La Chambre refuse de le prendre en considération le 2 février 1939. Ces événements prennent place dans l'Histoire de la Wallonie depuis 1830. Truffaut, bien qu'ayant peu vécu est une figure centrale de cette période de l'entre-deux-guerres.

### Un possible bourgmestre de Liège
Impuissant à convaincre le pouvoir politique de la nature criminelle du nazisme, il avait réclamé sa réintégration à l'armée malgré une exemption due à l'amputation accidentelle des doigts d'une main. Il devait normalement devenir bourgmestre de Liège mais il fut informé de la demande du Conseil communal liégeois alors qu'il était déjà mobilisé comme capitaine de l'armée belge après la déclaration de guerre entre la France, l'Angleterre et l'Allemagne, à la suite de l'invasion de la Pologne en septembre 1939. 

### Un combattant et un résistant: 1939-1942
Combattant encore à Tielt le 27 mai il refuse de s'incliner devant la capitulation du 28 mai 1940.
Il va de plage en plage, se saisit à Nieuport d'une embarcation qu'en marin il conduit vers le large accompagné de sept soldats. À peine arrivé à Londres, il revient en France le 31 mai où se poursuit le combat militaire pour refouler l'envahisseur. Mais l'armistice demandé par Pétain fait de la France une nouvelle souricière d'où il s'évade à nouveau le 27 juin ayant été admis comme soutier sur un cargo qui quitte Bayonne au moment même de l'arrivée des troupes allemandes.
En débarquant à Liverpool via Casablanca et Gibraltar, le 17 juillet, dans le seul pays qui résiste encore, il n'a de cesse d'imposer des plans pour que la Belgique soit présente dans le combat. Il en fait un memorandum remis à Winston Churchill le 5 août 1940.
Truffaut y expose un projet qui se base sur une information secrète : l'existence à Dakar de deux cents tonnes d'or monétaire de la Banque nationale de Belgique. Il y a affirme-t-il, nécessité de reprendre possession du pactole afin de le faire contribuer aux besoins de la guerre. Truffaut réussit à se faire mandater par le Secrétaire d'État aux Colonies, Lloyd George, et par Camille Gutt — seul ministre avec Albert de Vleeschauwer à se trouver alors dans le camp allié — et conduit une mission en Afrique, Gambie, du 19 août au 23 octobre 1940. Il en ramène des documents comptables qui baseront l'action en justice internationale aboutissant à une saisie des avoirs de la Banque de France à New York correspondant au dépôt d'or belge à Dakar.
À son retour au Royaume-Uni, la donne est transformée par la réunion des quatre ministres reconnus dans le camp allié en tant que gouvernement légal de la Belgique occupée. La distribution des cartes n'est guère favorable à Truffaut avec un Wallon catholique (Hubert Pierlot), un Flamand C.V.P. (Albert de Vleeschauwer), un financier sans parti (Camille Gutt), un Bruxellois socialiste (Paul-Henri Spaak), dont Truffaut avait âprement combattu la politique.
Son métier militaire l'éloigne de Londres. Commandant d'une Compagnie squelettique, il va de cantonnement en cantonnement militaire, s'efforce quand même d'entraîner ses soldats. Il côtoie des officiers qui le narguent disant que l'armée ne se battra que pour le Roi et le maintien de l'ordre en Belgique. Il dénonce aux ministres les dysfonctionnements et les lenteurs par le moyen d'une intense correspondance Ceux-ci minimisent.
La liaison avec sa ville a pu être maintenue en mai 1941 par son Discours aux Liégeois entendu à la BBC, mais un texte destiné aux Wallons pour les fêtes de septembre ne franchit pas les exigences de la censure. Préoccupé du sort de la Wallonie, il correspond, au vu et au su des ministres et de la diplomatie anglaise avec Georges Thone, éditeur de L'Action wallonne réfugié en France non-occupée, qu'il souhaite rencontrer à Lisbonne afin de s'accorder sur l'avenir de leur région.  Cela aussi avorte.
Le 3 avril 1942, un étrange exercice de lancer de grenades à Hereford provoque la mort accidentelle du capitaine Truffaut.

### Ses idées sur la réorganisation du monde après la guerre
Le 26 mars 1942, il avait résumé dans une lettre à Georges Thone sa pensée politique, en soulignant son accord sur la réorganisation du monde de Clarence K. Streit, sur le regroupement des États démocratiques:  Je suis fédéraliste pour toutes les éventualités. Je ne suis pas pour l’autonomie parce que je ne crois pas qu’il faut continuer à maintenir les petits États et à entretenir le mythe de la souveraineté nationale, parce que le problème est autant économique que politique. La grande fédération seule permet l’épanouissement économique. Elle permet, par conséquent, cette politique sociale ordonnée mais audacieuse que nous devons faire si nous ne voulons pas - et nous ne le voulons pas - que l’Europe devienne bolchévique. La tâche est à la fois de sauvegarder l’individualité wallonne, de permettre son plein épanouissement, dans un ensemble démocratique qui permette aussi l’épanouissement économique et qui nous incite à contempler de larges horizons. Il faudrait que j’écrive un volume à ce sujet. 

## Hommages

### Funérailles à Londres,7 avril 1942
Citation à l'ordre du jour de l'Armée :
« Officier de réserve d'une valeur exceptionnelle, échevin et député de Liège, apporta dès le premier jour de la mobilisation à l'accomplissement de son devoir militaire, l'ardeur et la fierté de sa ville natale. Après une participation brillante à la campagne des dix-huit jours, rebelle à toute capitulation, se jeta le vingt-huit mai à Nieuport, avec une poignée d'hommes, dans une barque de pêche que l'équipage défendit vaillamment contre les attaques de l'aviation ennemie. Un mois après, obstiné dans sa volonté de lutte, prit place à Bayonne comme soutier, à bord d'un cargo à destination du Maroc. Arrivé en Grande-Bretagne, en juillet 40, s'offrit spontanément pour une mission importante et périlleuse et l'accomplit avec exactitude. Nommé à son retour commandant d'une Compagnie de Fusiliers, sut gagner la confiance et l'affection de ses hommes qu'il entraînait par son exemple. Mort à 40 ans, victime de son mépris du danger ».

### Le Collège échevinal de Liège sous l'occupation en avril 1942
Le bourgmestre Joseph Bologne et ses échevins adressent, le 20 avril 1942, une lettre bordée de noir aux membres du Conseil communal :
« Nous avons la douleur de vous faire part de la mort tragique de notre collègue M. Georges Truffaut, Échevin des Travaux publics, Député de Liège… Avec vous nous adressons une pensée émue à la mémoire de Georges Truffaut qui fut du Pays, de la Wallonie et de sa Ville natale, le fervent serviteur… ».
Le 21 se tenait une séance sous la présidence du bourgmestre qui rendit un vibrant éloge retraçant la carrière, la personnalité et les engagements du disparu. Un drapeau de deuil placé à l'extérieur de la Violette ne plut pas aux occupants qui exigèrent son retrait.

### Funérailles à Liège octobre 1947
Le 1er octobre 1947, le corps de Truffaut est ramené à Liège ; le 5, la cérémonie des funérailles se tient à Liège, devant une foule immense, avant que le corps du défunt, recouvert du drapeau wallon, soit inhumé à la pelouse d’honneur du cimetière de Sainte-Walburge.

### Discours deJean-Maurice Dehousse
Georges Truffaut est un marin qui n’est pas mort en mer et dont, comme souvent hélas! en Wallonie, on n’apprend pas le nom aux écoliers d’aujourd’hui. Il était déjà une légende quand j’étais moi-même écolier. C’est mon père qui m’en a parlé le premier. Comme d’un ami, d’abord, et comme d’un exemple ensuite. Je me souviens avoir vu ma mère pleurer quand la nouvelle de sa mort fut confirmée. Je me souviens aussi de Liège en deuil, un deuil comme il n’en existe plus aujourd’hui. La mort, la douleur, le respect se mêlaient pour rassembler une foule considérable d’hommes et de femmes (…). Georges Truffaut n’était pas seulement socialiste, il était aussi wallon et, loin de le cacher, le proclamait et en tirait bon nombre de conséquences, y compris politiques. (…) En novembre 1971, lorsque je fus élu Député et pénétrai dans l’aquarium vert de la Chambre non pour le visiter mais pour m’y asseoir, je m’enquis de l’emplacement de deux sièges pour méditer sur ceux qui les avaient occupés. Celui de Léon Degrelle, qui avait poussé tant de Wallons à la trahison, et celui de Truffaut (…). 
Aujourd’hui (…) chacun sait que la Région wallonne existe (…), qu’elle vote des lois, qu’elle agit sur le plan inter régional et international, qu’elle participe aux décisions européennes (…). Si je pouvais aujourd’hui accueillir Georges Truffaut au Parlement wallon, où il aurait et où il a naturellement sa place, je lui dirais, comme à Jules Destrée, à François Bovesse, à André Renard : Si monumentum requiris, circumpisce. Regarde : comme Lantier sortant de Germinal et dans la même douleur, tu as semé les graines. Elles ont germé, même dans les terres rebelles, et le blé a poussé. Quand le temps est venu, la Wallonie a su trouver des moissonneurs. Mais ceci, tout ceci, est ton œuvre. 

### Culture populaire
Une chanson du triple album Messina du Français Damien Saez lui rend hommage en 2012. Intitulée Les fils d'Artaud, la chanson évoque Truffaut dans une périphrase qualifiant les Wallons :
Aux enfants de Truffaut

À ces océans sans rivage

À nous les fils d'Artaud

Aux enfants de Truffaut

Aux amours sans chapelle

À nous les fils d'Artaud

Aux nuits à bouffer ton fiel
— Damien Saez

## Distinctions
- Officier du Mérite wallon (O.M.W.) : en 2012 à titre posthume.
- Chevalier de la Légion d'honneur (France) en 1947 à titre posthume.